# Maya Tecún I
Maya Tecún I es una localidad del estado mexicano de Campeche. Es parte del municipio de Champotón.

## Demografía
| Gráfica de evolución demográfica |
|                                  |

| Censo | Población |
| ----- | --------- |
| 1990  | 1487      |
| 2000  | 1174      |
| 2010  | 1254      |
| 2020  | 1344      |